# لیبرالیسم (روابط بین‌الملل)
لیبرالیسم یکی از مکاتب اصلی در نظریه روابط بین‌الملل محسوب می‌شود. ریشه‌های این نظریه به اندیشه لیبرال بر می‌گردد که در عصر روشنگری مطرح شد. مشکلات دستیابی به صلح پایدار و همکاری در روابط بین‌الملل و همچنین روش‌های مختلفی که می‌تواند به موفقیت در این زمینه‌ها کمک کند، مسائل اصلی محسوب می‌شود که این نظریه به آن می‌پردازد.

## پی‌نوشت‌ها
1. ↑  مشیرزاده، حمیرا (1386، صفحه 25-28). تحول در نظریه‌های روابط بین‌الملل. سمت. تاریخ وارد شده در |سال= را بررسی کنید (کمک)